# Gajah Mati (Sungai Menang)
Gajah Mati is een bestuurslaag in het regentschap Ogan Komering Ilir van de provincie Zuid-Sumatra, Indonesië. Gajah Mati telt 2755 inwoners (volkstelling 2010).